# 웨버넷강

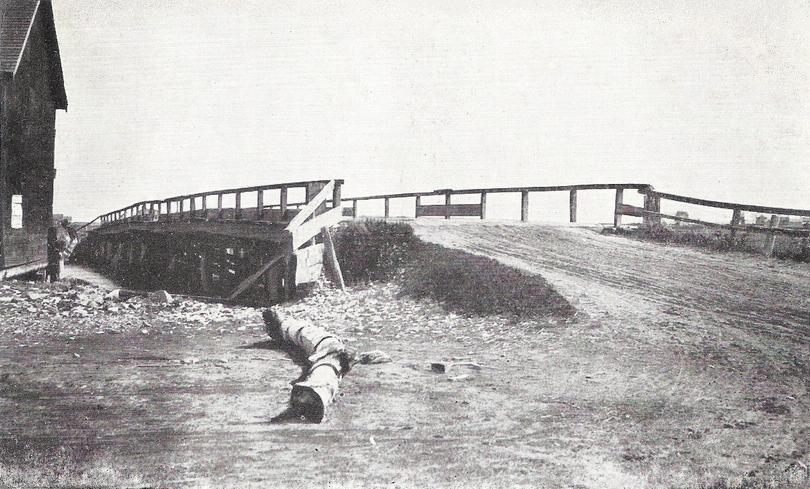
웨버넷강 위의 다리 (1920년)

웨버넷강(Webhannet River)은 8,963 에이커 (36.27 km2)의 강 유역으로, 메인 주 웰스 타운 내에 포함되어 있다. 강은 8.3마일(13.4km)길이이다.
강에는 포프스 크릭(Pope's Creek), 디포 브룩(Depot Brook), 블랙스미스 브룩(Blacksmith Brook)이라는 공식 이름을 가진 3개 지류를 포함하여 5개의 지류가 있다. 마지막 빙하가 남긴 모래 웅덩이 평원을 배수하면서, 웰즈와 드레이크스 아일랜드의 심하게 발달된 방벽 해변 뒤에 있는 남부 메인 해안선과 평행하게 달리고 있다. 강은 웰스 하버로 흘러간 다음 메인 만으로 향하는 한 쌍의 방파제 사이로 흐른다.
웨버넷강의 유역에는 1,510 에이커 (6.1 km2) 가 포함된다. 1,167 에이커 (4.72 km2)를 포함하여 보존 중인 토지의 레이첼 카슨 국립 야생동물 보호구역가 보호하는 하구 염습지 및 고지대이다.